# Bulia albina
Bulia albina är en fjärilsart som beskrevs av John Kern Strecker 1900. Bulia albina ingår i släktet Bulia och familjen nattflyn. Inga underarter finns listade i Catalogue of Life.